# Palazzo Donà Ottoboni

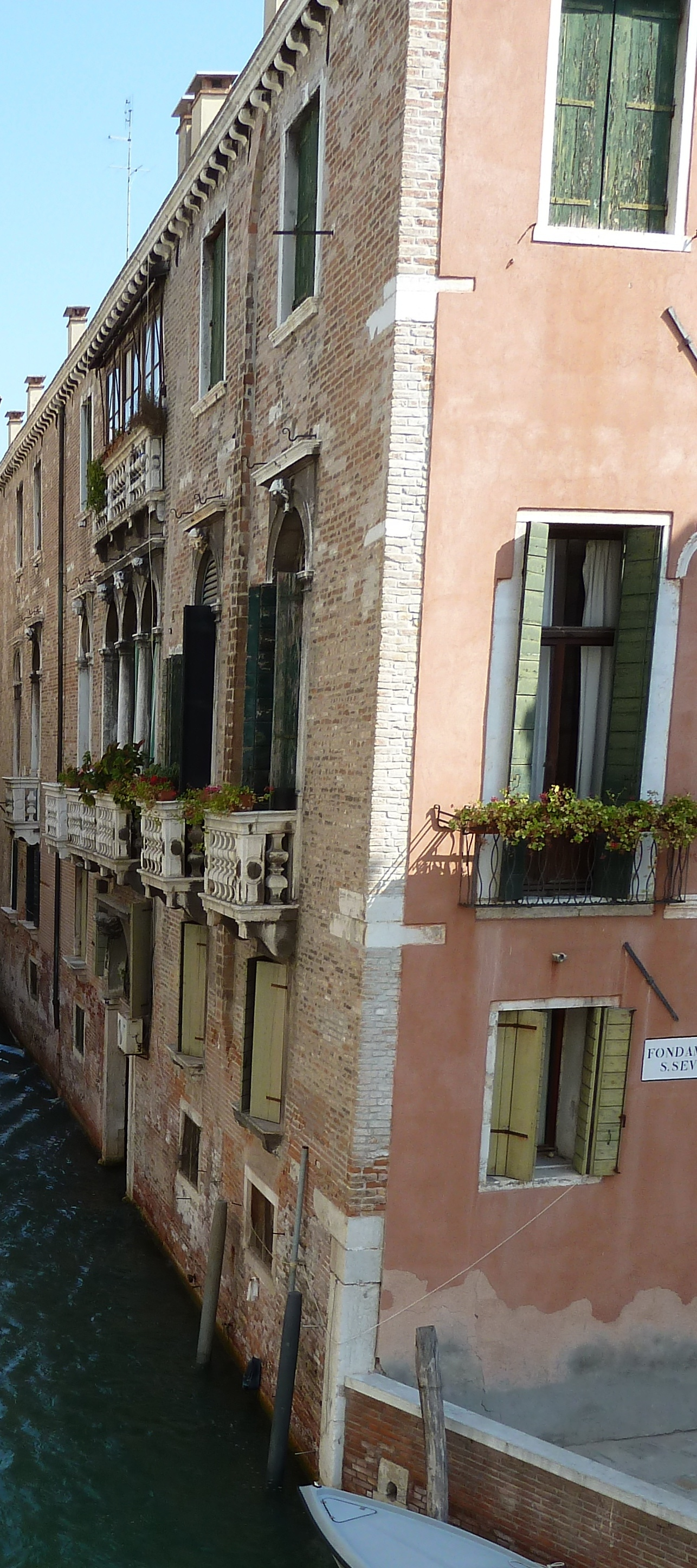
Palazzo Donà Ottoboni

Palazzo Donà Ottoboni ist ein Palast in Venedig in der italienischen Region Venetien. Er liegt im Sestiere Castello an der Ecke der Fondamenta di San Severo und der Calle Larga di San Lorenzo  mit Blick auf den Rio de San Severo gegenüber dem Palazzo Grimani a Santa Maria Formosa.

## Geschichte
1514 hat der Palast nachweislich Marco Donà gehört und zwei behauene Steinplatten am Eingang zeigten das Familienwappen. Der Palast blieb bis 1582 in der Familie und wurde dann anscheinend an die Brüder Troilo und Sertorio Altàn, Tuchhändler in Venedig und auf dem Festland, verkauft. Die Altàns hatten in der Kirche Sant’Anna Gräber errichten lassen und den Donàs einen Geldbetrag geliehen, damit sie den Palast erhielten. Bald aber starb die Familie Altàn aus, denn die Brüder wurden wegen Betrugs eingesperrt und 1592 wurde Girolamo Altàn, der Sohn von Troilo Altàn, wegen Mordes an Michele Stropelli, einem Komplizen des Familienbetruges, verbannt.
1597 wurde der Palast daher an die Brüder Pietro, Marco und Antonio Ottoboni verkauft. Zuanne Francesco Ottoboni war 1559–1575 Grand Chancellor. Marco Ottoboni wurde 1639 zum Grand Chancellor gewählt und verstarb 1646. Einer seiner Söhne, Pietro (geboren 1610, Mutter: Vittoria Tornielli), wurde 1651 Kardinal und 1689 Papst Alexander VIII. In einem Raum dieses Palastes, der später in eine Kapelle umgebaut wurde, befindet sich eine Epigraphik, die an die Geburt des späteren Papstes in diesem Haus erinnert.
Ein Großneffe des Papstes, Pietro Ottoboni, kehrte 1726 als Kardinal nach Venedig zurück und lebte in diesem Palast. Dieser Ottoboni war als Patron von Musikern und Komponisten bekannt. Der Palast fiel von den Ottobonis in mütterlicher Linie an die Boncompagnis, nämlich an Marco Boncompagni-Ottoboni, Graf von Fiano. Dieser verkaufte ihn 1802 an den Ritter Alberto Manuch. Anschließend ging er durch mehrere Hände und wurde schließlich 1840 der Kirche San Zaccaria vermacht.

## Beschreibung
Erhalten von dem ursprünglich gotischen Palast ist heute nur noch ein kleines Stück einer Eckfassade mit zweieinhalb zugemauerten Dreipassbögen im Hauptgeschoss und einem Türrahmen im Erdgeschoss mit einem Marmorhalbrelief der Jungfrau Maria mit dem Heiligen Franziskus, der Heiligen Klara von Montefalco und einem Abbild des Stifters in geringerer Größe. Frühere Autoren haben diesen Türrahmen nicht erwähnt.
In der Renaissance wurde der Palazzo Donà Ottoboni vollständig umgebaut.